# Relations entre la Croatie et le Danemark
Les relations entre la Croatie et le Danemark sont établies en 1992 après que le Danemark ait reconnu l'indépendance de la Croatie. La Croatie a une ambassade à Copenhague tandis que le Danemark a une ambassade à Zagreb. Les relations bilatérales sont décrites comme étant « excellentes » et « amicales », les deux pays étant membres de l'Organisation du traité de l'Atlantique nord (OTAN) et de l'Union européenne.

## Relations économiques
Le gouvernement danois a donné 13,5 millions de couronnes danoises d'aide au développement à la Croatie.

## Sources